# Neuenherweg (Halver)
Neuenherweg ist eine Hofschaft in Halver im Märkischen Kreis im Regierungsbezirk Arnsberg in Nordrhein-Westfalen (Deutschland).

## Lage und Beschreibung
Neuenherweg  liegt südlich des Halveraner Hauptortes auf 425 Meter über Normalnull an der Landesstraße L528 auf der Wasserscheide der Flusssysteme der Ennepe und der Volme. Die Nachbarorte sind neben dem Hauptort die Außenortschaften Burg, Im Heede, Oesterberg, Collenberg, Oberherweg, Howarde und Winkhof.
Gegenüber der Landesstraße hat sich ein Halveraner Neubaugebiet bis an die Ortslage ausgebreitet.

## Geschichte
Neuenherweg wurde erstmals 1764 urkundlich erwähnt und entstand im Jahr zuvor als ein Abspliss von Bocklenberg und Strätershäuschen.
1818 lebten zehn Einwohner im Ort. Laut der Ortschafts- und Entfernungs-Tabelle des Regierungs-Bezirks Arnsberg wurde Neuenherweg als Hof kategorisiert und besaß 1838 eine Einwohnerzahl von 26, allesamt evangelischen Glaubens. Der Ort gehörte zur Halveraner Dorfbauerschaft innerhalb der Bürgermeisterei Halver und besaß zwei Wohnhäuser, eine Fabrik bzw. Mühle und zwei landwirtschaftliche Gebäude.
Das Gemeindelexikon für die Provinz Westfalen von 1887 gibt eine Zahl von 20 Einwohnern an, die in drei Wohnhäusern lebten.
In Neuenherweg kreuzten sich zwei bedeutende Altstraßen, frühmittelalterliche (nach anderen Ansichten bereits vorgeschichtliche) Handels-, Pilger- und Heerwege. Zum einen die Altstraße von Köln über Wipperfürth, Halver, Lüdenscheid, Werdohl und Arnsberg nach Soest (auf der Linie nördlich von Im Heede – Neuenherweg – Oberherweg) und zum anderen die Altstraße von Hagen über Breckerfeld, Halver und Rönsahl nach Siegen (auf der Linie Halver – Neuenherweg – westlich Burg). Eine dritte Altstraße von Halver über Wipperfürth, Halver, Kierspe nach Meinerzhagen, der Hileweg, zweigte in Neuenherweg ebenfalls ab und verlief auf der Trasse der heutigen Landesstraße L528 nach Süden. Wie auch die anderen -herweg Orte in Halver (Oberherweg, Niederherweg, Mittelherweg, Schröders Herweg, Herweger Schleifkotten) leitet sich der Ortsname aus der Lage an den Altstraßen (Heerwegen) ab.